# Dieter Lindner
Dieter Lindner (Nebra, 18 de enero de 1937-Freyburg, 13 de mayo de 2021) fue un atleta de Alemania, especialista en marcha atlética. 
Con 19 años, en 1956, participó en los Juegos Olímpicos de Melbourne siendo descalificado. Cuatro años más tarde lo volvió a intentar en los Juegos Olímpicos de Roma de 1960, terminando en cuarta posición, consiguiendo de esta manera el diploma olímpico. Finalmente, en 1964, en la prueba de 20 km marcha, llegó a ser subcampeón olímpico en los Juegos Olímpicos de Tokio
En 1965 se proclamó vencedor en la Copa del Mundo de Marcha Atlética celebrada en la ciudad italiana de Pescara. Un año más tarde resultó campeón de Europa en el Campeonato Europeo de Atletismo de 1966, celebrado en la ciudad de Budapest.
Su mejor marca personal en la distancia de los 20 km marcha es de 1h26:59, conseguida en el año 1968.